# Саффариды
Саффариды (перс. سلسله صفاریان‎) — иранская династия, создавшая государство в центре Систана, между теперешними Афганистаном и Ираном в период 861—900. Столицами Саффаридов были Зарандж и Нишапур.

## История
Основатель династии — Якуб ибн Лейс ас-Саффар, сын медника (откуда и название династии). Он смог получить под командование армию и, базируясь в Систане, совершил несколько походов на восток и запад, занял Хорасан (свергнув династию Тахиридов) и часть нынешнего Пакистана (Синд). Халиф опасался Якуба, поэтому поручил Мавераннахр Саманидам. Влияние Якуба росло с каждым днём, и халиф признал правление Якуба в Хорасане, Табаристане, Фарсе, Кермане и Систане. Несмотря на пожалование халифа аль-Мутамида, Якуб не оставил мысль завоевать Багдад. В первом походе он потерпел поражение, а во время второго умер, не дойдя до Багдада.
После смерти Якуба трон наследовал его младший брат Амр ибн Лейс. Он наладил с халифом хорошие отношения, и тот признал его власть. В это время в Мавераннахре произошло усиление государства Саманидов. Исмаил Самани захватил почти весь Мавераннахра. Чтобы не допустить усиления двух династий халиф сообщил Амру, что Исмаил хочет захватить все земли Саффаридов. Амр потерпел от Исмаила поражение в битве при Балхе (900), попал в плен и был отправлен к халифу, который приказал его казнить (902 год). Династия ещё продолжалась в Систане, а затем превратилась в вассалов Саманидов и их преемников.

## Правители династии Саффаридов
- Абу Йусуф Якуб ибн Лейс ас-Саффар, эмир 861—878, ум. 879
- Амр ибн Лейс, эмир 878—901
- Абу-ль-Хасан Тахир ибн Мухаммад, эмир 901—908
- Лейс ибн Али, эмир 908—910
- Абу Али Мухаммад ибн Али, эмир 910—911
- Абу Хафс Амр ибн-Йакуб ибн-Мухаммад ибн-Амр ибн-Лейс, эмир 912—913
- Абу Джафар Ахмад ибн-Мухаммад ибн-Халаф ибн-Лейс, эмир 922—963
- Вали ад-Даула Абу Ахмад Халаф ибн-Ахмад, эмир 963—1003
- Тахир ибн Халаф, эмир 1003—1029
- Абу-л-Фадл Наср ибн-Ахмад ибн-Халаф, эмир 1029—1073

### Под властью Сельджукидов
- Баха ад-Дин Тахир ибн-Наср, эмир 1073—1090
- Баха ад-Даула Халаф ибн-Наср, эмир 1090—1103
- Тадж ад-Дин Абу-л-Фадл Наср ибн-Наср, эмир 1103—1164
- Шамс ад-Дин Мухаммад ибн-Наср, эмир 1164—1167
- Тадж ад-Дин ибн Изз ал-Мулк ибн-Наср, эмир 1167—1215
- Шамс ад-Дин Бахрамшах, эмир 1215—1221
- Таджуддин Наср III (1221)

### Под властью монголов
- Рукн ад-Дин Абу-Мансур (1221—1222)
- Шихабуддин Махмуд I (1222—1225)
- Ари I Персидский (1225—1229)
- Шамсуддин Али II (1229—1254)
- Насруддин (1254—1328)
- Нусратуддин (1328—1331)
- Кутбуддин Мухаммед II (1331—1346)
- Тафуддин І (1346—1350)
- Махмуд II (1350—1362)
- Изуддин (1362—1382)
- Кутбуддин I (1382—1386)
- Таджуддин II (1386—1403)
- Кутбуддин II (1403—1419)
- Шамсуддин (1419—1438)
- Низамуддин Яхья (1438—1480)
- Шамс ад-Дин Мухаммед III (1480—1495)